# Бродске
Бродске (слч. Brodské) насељено је мјесто са административним статусом сеоске општине (слч. obec) у округу Скалица, у Трнавском крају, Словачка Република.

## Становништво
| Година:    | 1994. | 2004.   | 2014.   | 2024.   |
| ---------- | ----- | ------- | ------- | ------- |
| Број људи: | 2400  | 2374    | 2322    | 2248    |
| Разлика:   |       | -1,08 % | -2,19 % | -3,18 % |

| Година:    | 2023. | 2024.   |
| ---------- | ----- | ------- |
| Број људи: | 2257  | 2248    |
| Разлика:   |       | -0,39 % |

Према подацима о броју становника из 2024. године насеље је имало 2248 становника.